# Pocket Money
Pocket Money is een Amerikaanse western uit 1972 onder regie van Stuart Rosenberg. De film werd destijds uitgebracht onder de titel Ongewenste vreemdelingen.

## Verhaal
Een eerlijke cowboy wordt door schulden geplaagd. Hij en zijn vriend raken betrokken bij oneerlijke veehandelaren. Omdat hij weet dat hij op zijn tellen moet letten, loopt de samenwerking beter dan verwacht.

## Rolverdeling
| Acteur            | Personage             |
| ----------------- | --------------------- |
| Paul Newman       | Jim Kane              |
| Lee Marvin        | Leonard               |
| Strother Martin   | Bill Garrett          |
| Wayne Rogers      | Stretch Russell       |
| Héctor Elizondo   | Juan                  |
| Christine Belford | Adelita               |
| Kelly Jean Peters | Ex-vrouw              |
| Gregory Sierra    | Chavarin              |
| Fred Graham       | Oom Herb              |
| Matt Clark        | Amerikaanse gevangene |
| Claudio Miranda   | Openbare aanklager    |